# Rifugio Sogno di Berdzé al Péradzà
Das Rifugio Sogno di Berdzé al Péradzà (ital.) oder Refuge Sogno de Berdzé au Péradzà (frz.) ist eine Schutzhütte im Aostatal in den  Grajischen Alpen. Sie liegt in einer Höhe von 2526 m auf dem Péradzà genannten Gelände innerhalb der Gemeinde Cogne. Sie befindet sich im Urtier-Tal, einem Seitental des Cogne-Tal. Die Hütte wird von Mitte Juni bis Mitte September bewirtschaftet und bietet in dieser Zeit 75 Bergsteigern Schlafplätze.
Die Schutzhütte liegt am Höhenweg Nr. 1 des Aostatals.

## Anstieg
Der Weg zur Hütte beginnt am 1.617 m hoch gelegenen Parkplatz der Teilgemeinde Lillaz.
Für den gesamten, keinerlei Schwierigkeiten aufweisenden Weg vom Parkplatz bis zur Schutzhütte sind ungefähr 3 Stunden zu veranschlagen.

## Geschichte
Die Schutzhütte wurde im Jahr 2003 eröffnet und ist zum einen der in Biella ansässigen Familie Sogno sowie dem Erbauer der Hütte, A. Berger (im lokalen frankoprovenzalischen Dialekt Berdzé geschrieben) gewidmet. Die Familie Sogno besaß bereits eine Alm auf dem Gelände Péradzà.

## Tourenmöglichkeiten
Von der Hütte können die Bergseen Ponton (2.603 m), Pontonnet (2.809 m) und Misérin (2.665 m) erreicht werden. Der letztgenannte See liegt im Champorcher-Tal.

### Übergänge
- Übergang zur Dondena-Schutzhütte – (2192 m) über den Pass Fenêtre de Champorcher (2827 m).
- Übergang zur Schutzhütte Miserin-Schutzhütte – (2588 m) über den Pass Fenêtre de Champorcher (2827 m).
- Übergang nach Campiglia Soana, einem Ortsteil von Valprato Soana über den Col d’Ariettaz (2939 m) oder den Col Miserin (2850 m).
- Übergang nach Plan Clavalité, bei Fénis über den Col de Pontonnet (2897 m) oder den Col de Fénis (2831 m).

### Gipfeltouren
Folgende Gipfel können von der Hütte erreicht werden:
- Punta Tersiva (ital.) oder Pointe Tersive (frz.) – 3.513 m
- Punta Garin – 3.448 m
- Rosa dei Banchi (frz. Rose des Bancs) – 3.164 m
- Pointe de Péradzà – 2.978 m m